# Bernard Drzyzga
Bernard Drzyzga ps. „Jarosław”, „Bogusław”, „Kazimierz 60”, „Nałęcz” (ur. 28 lipca 1911 w Nowych Reptach, zm. 20 kwietnia 1994 w Shoreham-by-Sea) – kapitan piechoty Wojska Polskiego, Armii Krajowej i Polskich Sił Zbrojnych.

## Życiorys

### Dzieciństwo i młodość
Urodził się 28 lipca 1911 roku w Nowych Reptach, był najmłodszym z dzieci Bernarda i Teresy z domu Król, urodził się już po śmierci ojca. Ukończył pięcioklasową szkołę ludową, a następnie Państwowe Gimnazjum im. Księcia Jana Opolskiego w Tarnowskich Górach. Maturę zdał w 1931 roku i przez następny rok uczęszczał na kurs przygotowujący do zawodowej służby wojskowej w Batalionie Szkolnym Szkoły Podchorążych w Różanie. W latach 1932–1934 kontynuował naukę w Szkole Podchorążych Piechoty w Ostrowi Mazowieckiej.
W 1934 roku został promowany na podporucznika i skierowany do 75 pułku piechoty w Chorzowie, gdzie objął stanowisko dowódcy plutonu. W 1938 roku awansowano go na porucznika i powierzono dowództwo plutonu przeciwpancernego.

### Kampania wrześniowa i niewola
W kampanii wrześniowej walczył w składzie macierzystego pułku; dowodził wówczas kompanią przeciwpancerną, z którą przeszedł cały szlak bojowy od wschodniego Górnego Śląska na Lubelszczyznę. Jego pierwszą akcją była walka z niemieckimi dywersantami w nocy z 31 sierpnia na 1 września. Dywersanci opanowali wówczas kopalnię „Michał” (Siemianowice Śląskie–Michałkowice) i dopiero trzeci szturm na ich pozycje, dowodzony przez Drzyzgę i wsparty przez działko przeciwpancerne, pozwolił na wyparcie Niemców z kopalni. Od 3 września, gdy Wojsko Polskie wycofywało się ze Śląska, brał udział w walkach odwrotowych. W nocy z 4 na 5 września pod Alwernią dowodził wypadem, który zniszczył kilka czołgów niemieckiej 5 Dywizji Pancernej. W nocy z 19 na 20 września jego kompania przeciwpancerna wspierała ogniem nieudany atak na Tomaszów Lubelski, niszcząc niemiecką kolumnę amunicyjną. Pułk skapitulował 21 września jako ostatnia zwarta jednostka grupy armii „Lublin” i „Kraków”. Za walki wrześniowe otrzymał 6 wyróżnień i pochwał.
Po kapitulacji trafił do niewoli; od października przebywał w Oflagu XI B w Brunszwiku w Dolnej Saksonii, a od czerwca 1940 roku w Oflagu II C w Dobiegniewie (obecnie województwo lubuskie). Wśród jeńców w tym obozie znajdowali się m.in. były premier płk. Kazimierz Świtalski, archeolog Kazimierz Michałowski i aktor Kazimierz Rudzki. Oficerowie osadzeni w obozie byli traktowani dość łagodnie, m.in. mogli pracować poza terenem oflagu, władze obozowe zezwalały też na działalność kulturalno-oświatową. Drzyzga brał udział w obozowych zajęciach, dokształcając się z filozofii i inżynierii; uczęszczał także na tajne wykłady z wojskowości.
W lipcu 1940 i 1941 roku podjął dwie próby ucieczki, które zakończyły się niepowodzeniem. Trzecią próbę podjął 8 maja 1942 roku, gdy razem z trzema współtowarzyszami pracował przy wycince drzew. Na piechotę przeszedł Puszczę Notecką i dotarł do Wronek. Wraz z nim uciekli także por. Stanisław Bes, ppor. mar. Mieczysław Uniejewski i kpr. Brożek, zaś trzej z nich uniknęli schwytania przez obławę żandarmów w okolicach Wronek, po tym jak S. Bes ściągnął na siebie tropiących i jako jedyny z uciekinierów został pojmany. Stamtąd przy pomocy polskich kolejarzy pociągiem dojechał przez Poznań do Kutna, po czym pieszo przeszedł przez zieloną granicę do Generalnego Gubernatorstwa. Dojechał do Warszawy pociągiem 20 maja.

### Działalność konspiracyjna
Początkowo ukrywał się u żony byłego dowódcy 75 pułku piechoty, która skontaktowała go z podziemiem. 1 czerwca 1942 roku został zaprzysiężony jako żołnierz Armii Krajowej pod pseudonimem Jarosław. Następnie przeszedł kurs saperski, uczył się także na tajnych kompletach Uniwersytetu Warszawskiego, które ukończył w 1943 roku ze stopniem magistra filozofii.
Podjął pracę dla Wydziału Łączności z Obozami Jenieckimi AK („Iko”). Jako białoruski komisarz ds. zarządzania siłą roboczą jeździł często do Niemiec i na Śląsk, gdzie tworzył sieć punktów przerzutowych i bezpiecznych kryjówek, a także opracowywał sposoby przekraczania granicy. Wkrótce potem został przeniesiony do Organizacji Specjalnych Akcji Bojowych („Osa”, „Kosa”), która podlegała bezpośrednio Komendantowi Głównemu i zajmowała się zamachami na wysokich funkcjonariuszy aparatu bezpieczeństwa. W ramach oddziału wydzielono zespół „Zagra-Lin”, którego zadaniem było prowadzenie podobnych akcji na terenach niemieckich.
W grudniu 1942 roku Drzyzga został dowódcą komórki „Zagra-Lin”, wtedy też zaczął używać pseudonimu Bogusław. Od lutego 1943 roku komórka przeprowadziła szereg akcji, m.in. zamachy bombowe w Berlinie i Wrocławiu. Pomimo wielkiej koncentracji aparatu bezpieczeństwa, Niemcy nie aresztowali żadnego ze sprawców. „Zagra-Lin” działał do 5 czerwca 1943 roku, gdy w warszawskim kościele św. Aleksandra Gestapo aresztowało większą część żołnierzy „Kosy”.
Sam Drzyzga na uroczystościach w kościele nie był obecny, dzięki czemu uniknął aresztowania i w związku ze zniszczeniem zespołu został w czerwcu przeniesiony do Okręgu Łódź AK jako oficer Kedywu. Odtąd używał nowych pseudonimów – Kazimierz 60 i Nałęcz. W okręgu łódzkim zajmował się szkoleniem grup dywersyjnych i partyzanckich, ale z powodu konfliktu z kpt. Adamem Trybusem ps. „Gaj”, dowódcą łódzkiego Kedywu, został odsunięty od czynnych działań.
Od 1944 roku był szefem referatu kwatermistrzowskiego w sztabie Obwodu Tomaszów Mazowiecki AK, w styczniu 1945 roku został awansowany na kapitana. Z powodu ciężkiej choroby nie brał udziału w Akcji „Burza”.

### Okres powojenny
Po przejściu frontu ukrywał się przed NKWD, a na wiosnę został wysłany z misją na Zachód. Dotarł do Polskiej Misji Wojskowej przy sztabie głównodowodzącego wojsk alianckich w Zachodniej Europie, generała Dwighta Eisenhowera, i złożył mu w czerwcu 1945 roku raport na temat represji stosowanych przez stalinowskie służby specjalne wobec żołnierzy podziemia.
Następnie został przeniesiony do 2 Korpusu Polskiego i otrzymał przydział do dowództwa 2 Brygady 3 Dywizji Strzelców Karpackich. W czerwcu 1946 roku został wysłany do Wielkiej Brytanii, gdzie organizował obozy, szkoły i szpital dla żołnierzy dywizji. Po rozformowaniu 2 Korpusu znalazł się w Polskim Korpusie Przysposobienia i Rozmieszczenia jako kwatermistrz i oficer zaopatrzenia odpowiedzialny za obóz Gosfield Camp. Po rozformowaniu 2 Brygady został przeniesiony do 3 Brygady, a 19 lutego 1949 roku zdemobilizowany.
Początkowo mieszkał w Londynie, później w Brighton. Pracował jako nauczyciel języka niemieckiego, kartograf, przedsiębiorca, kierownik biura kreślarskiego (bywał też bezrobotny). Kierował także Polską Szkołą Sobotnią w Brighton i organizował szkołę języka polskiego dla angielskich żon Polaków. W 1970 roku przeszedł na emeryturę i zajął się pisaniem.
Zmarł 20 kwietnia 1994 roku w Shoreham-by-Sea k. Brighton i tam został pochowany.

## Awanse[1]
- podporucznik – 15 sierpnia 1934
- porucznik – 19 marca 1938
- kapitan – 1 stycznia 1945
- major – 1946[3]
- podpułkownik – 1963[3]
- pułkownik – 1990[3]

## Odznaczenia i upamiętnienie[1]
- Krzyż Srebrny Orderu Virtuti Militari nr 13459[3]
- Krzyż Walecznych – trzykrotnie[3]
- Srebrny Krzyż Zasługi z Mieczami
- Złoty Krzyż Zasługi z Mieczami[3]
- Medal Wojska – czterokrotnie[3]
- Krzyż Armii Krajowej
- Krzyż Kampanii Wrześniowej[3]
- Honorowy obywatel Tarnowskich Gór (1993)
- Honorowy obywatel Dobiegniewa (1993)

Na budynku dworca głównego we Wrocławiu w 1995 roku odsłonięto tablicę upamiętniającą akcję oddziału „Zagra-lin” z 1943 roku.

## Publikacje[1]
- 75 pp. w kampanii wrześniowej (niewydana)
- Zagra-lin: Odwet-sabotaż-dywersja, Londyn, 1986
- Kedyw Okręgu AK „Łódź”
- 60 pułk piechoty AK, Londyn, 1988.